# Várzea (Praia)
Pour les articles homonymes, voir Várzea.
Várzea est un quartier de la ville de Praia, capitale du Cap-Vert sur l'île de Santiago.

## Présentation
Várzea est situé à l'ouest du centre-ville. 

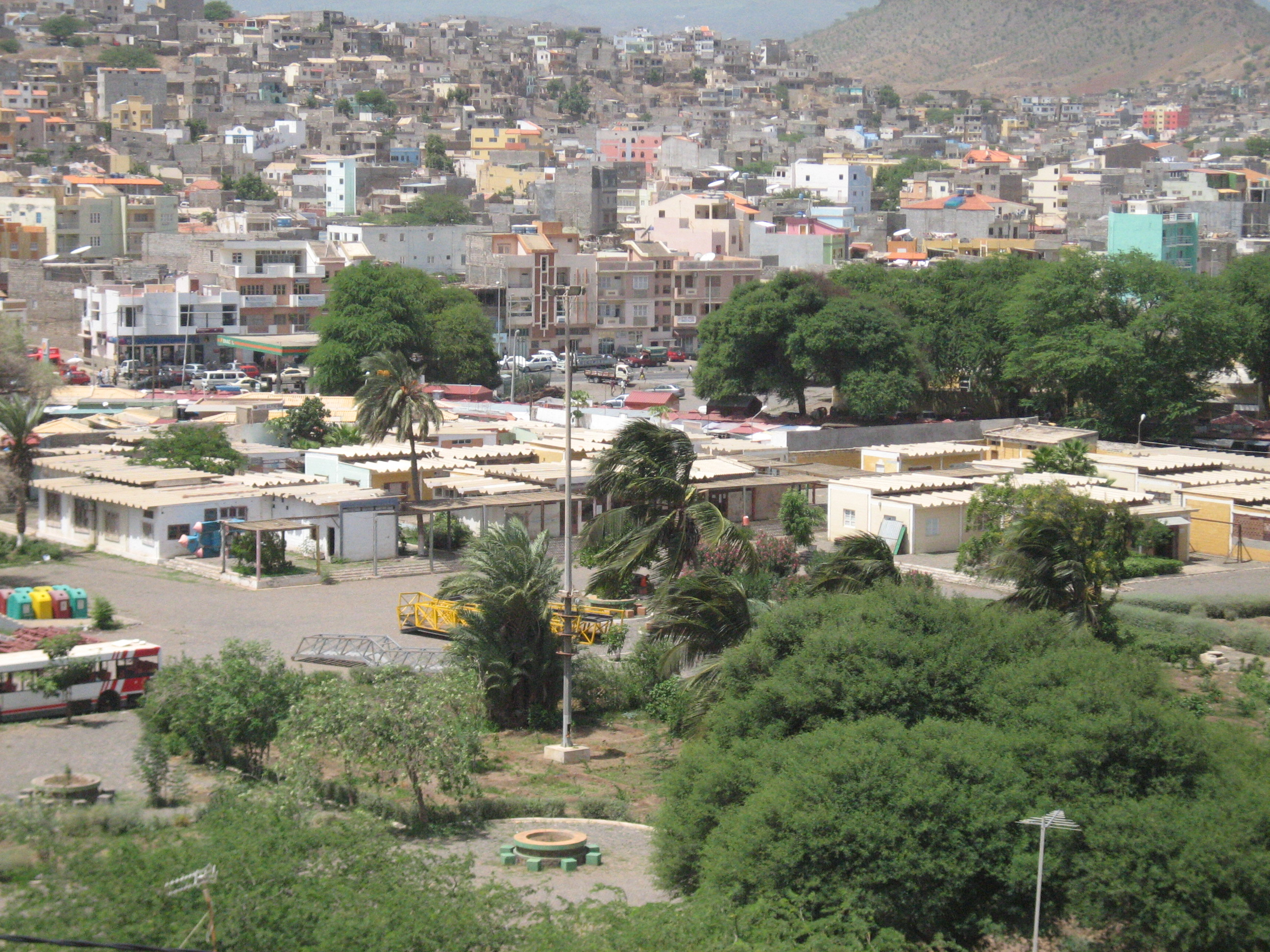
Vue sur la capitale capverdienne Praia vue de Platô.

Ses quartiers voisins sont Bairro Craveiro Lopes au nord, Platô à l'est, Achada Santo António au sud et Terra Branca à l'ouest.
Várzea abrite plusieurs bâtiments publics dont le palais de l'assemblée nationale du Cap-Vert, la bibliothèque nationale du Cap-Vert, l'auditorium national et le Stade de Várzea.
Sa population était de 4 834 habitants au recensement de 2010.

## Galerie

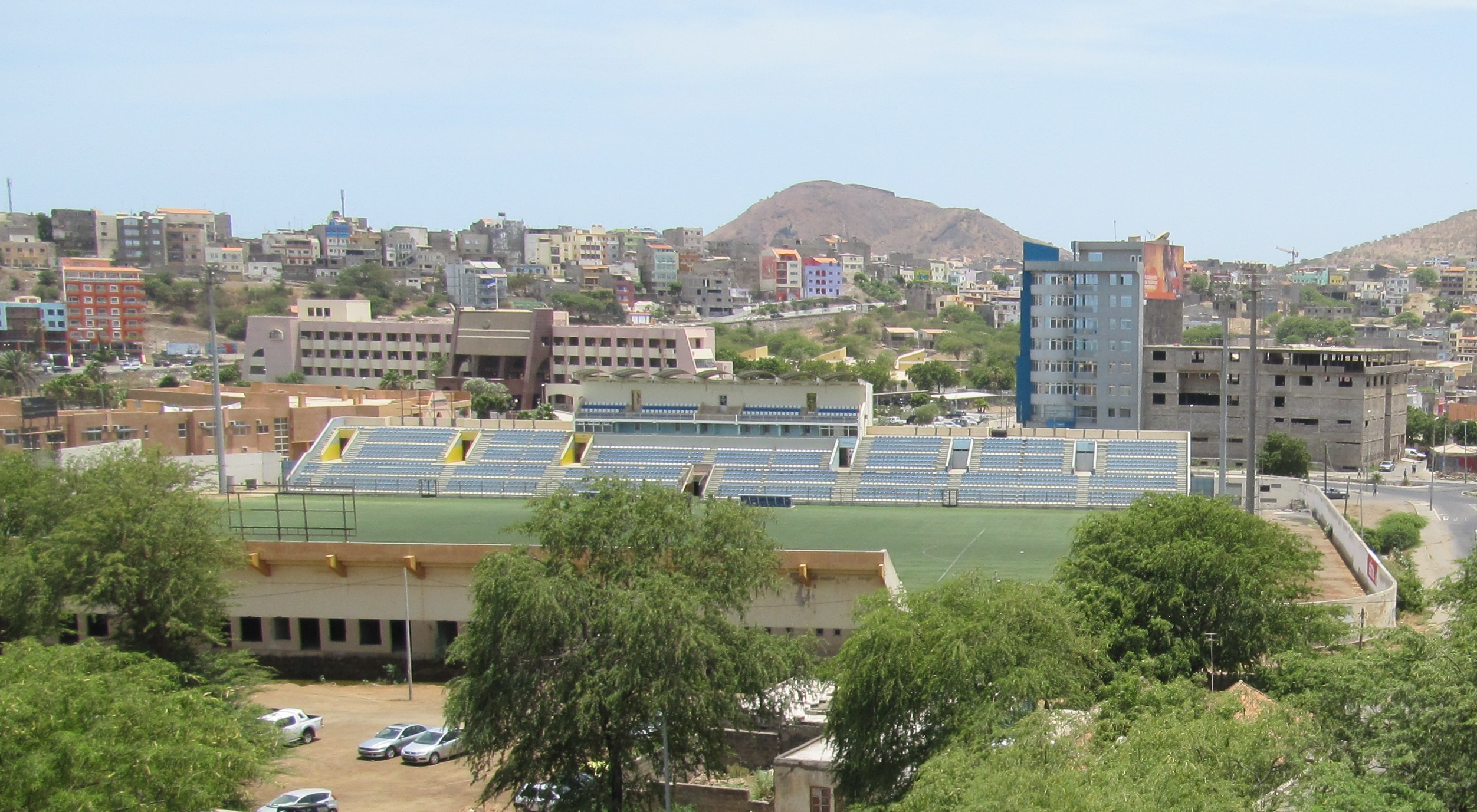
Stade de Várzea.
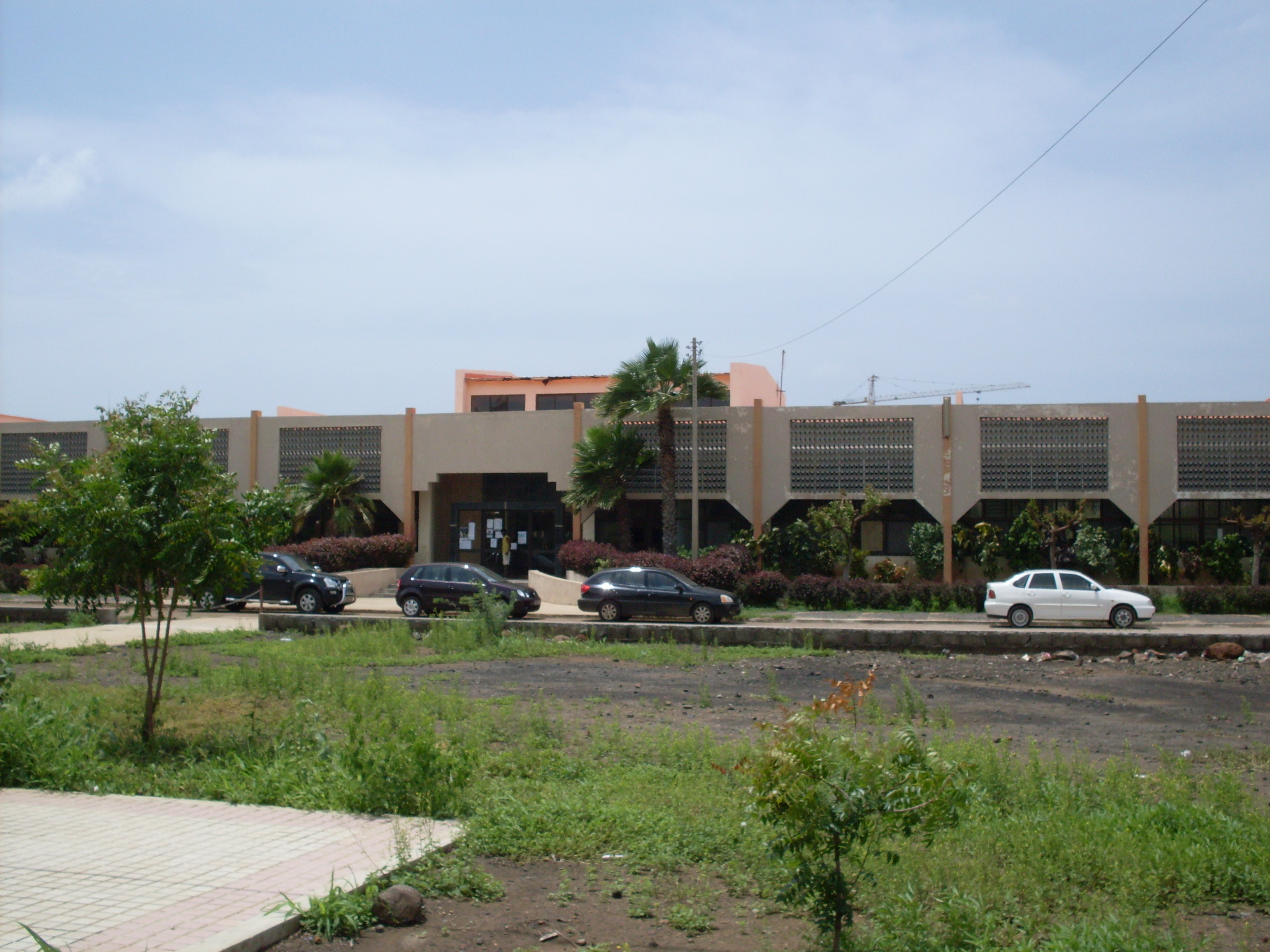
Bibliothèque nationale du Cap-Vert.
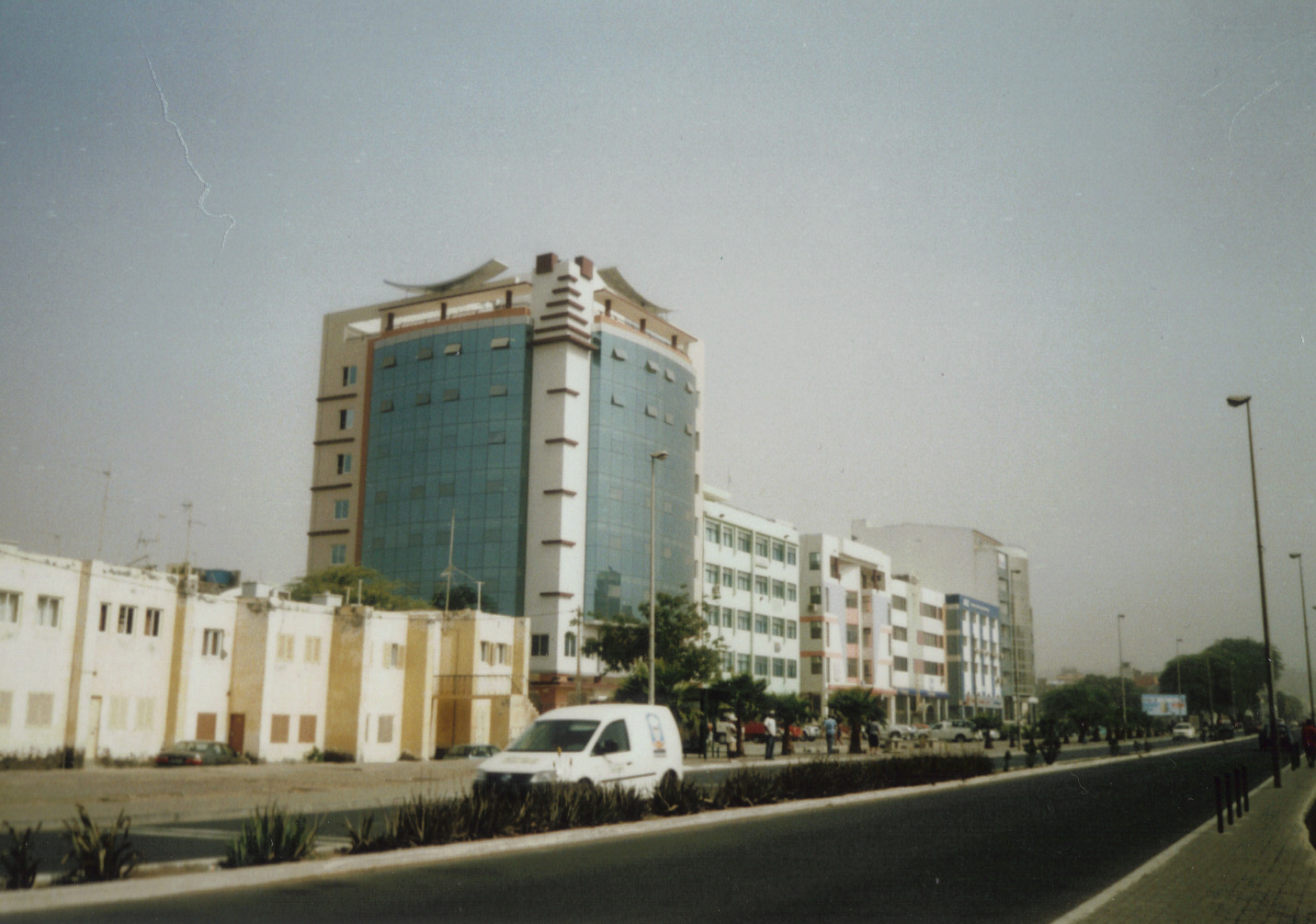
Avenida Cidade de Lisboa.